# Goransko jezero
Goransko jezero je umjetno jezero u Bosni i Hercegovini. Nalazi se na planini Ozren oko sedam kilometara jugoistočno od Doboja, u sjevernoj Bosni.
Goransko jezero je umjetna akumulacija koja je nastala izgradnjom brane na potoku Jošava. Brana je napravljena u vrijeme SFRJ radnom akcijom članova pokreta Gorana (pokret za pošumljavanje), mještana naselja Lipac, Jošava i Jugoslavenske narodne armije 1971. godine. Naziv je dobilo po Goranima koji su sudjelovali u radnim akcijama pošumljavanja.